# André Marie Constant Duméril
André Marie Constant Duméril (ejtsd: dümeril) (Amiens, 1774. január 1. – Párizs, 1860. augusztus 14.) francia zoológus. A párizsi Természettudomány-történeti Múzeumban (Muséum national d'histoire naturelle) 1801-12 között a herpetológia és az ichthiológia professzora. Fia Auguste Duméril is neves zoológus. Zoológiai szakmunkákban nevének rövidítése: „Duméril”.

## Életrajza
André Duméril Amiens-ben született 1774. január 1-jén. Családja Abbevilleből származott és kereskedelemmel foglalkozott. Fiatalon 19 évesen lett orvos, miután befejezte anatómiai tanulmányait Rouenben az orvosképzőben. Ezután 1800-ban Párizsba ment azért, hogy összehasonlító anatómiai tapasztalatokat szerezzen Georges Cuviernél. Később őt váltotta a Párizsi Panthéon Központi Iskolájában és munkatársa lett Alexandre Brongniartnak.
1801-től a párizsi orvosi iskolában (l'École de médecine de Paris) vezetett anatómiai kurzust, ahol az élettan és a patológia irányában szakosodott. A Bourbon-restauráció évei alatt a Természettudományok Akadémiájának (Académie des Sciences) a tagjává választották. 1803-tól Bernard Germain de Lacépède egyre nagyobb politikai szerepvállalásának köszönhetően, a helyét ténylegesen betöltve a Természettudomány-történeti Múzeumban a herpetológia és az ichthiológia vezető professzora lett. Habár megjegyzendő, hogy Duméril hivatalosan csak Lacépède halála után 1825-ben kapta meg ezt a megtisztelő titulust.
Duméril volt aki a Georges-Louis Leclerc de Buffon padlásán megtalált, hetven évvel korábban Philibert Commerson által gyűjtött és konzervált halakat rendszerezte. Nagy érdeklődést mutatott továbbá a rovarok iránt és a párizsi botanikus kertben (Jardin des plantes de Paris) fiával közösen létrehozták az első hüllő akváriumot.
A természettudományi kutatásait 1853-tól fokozatosan átadta fiának Auguste-nak és 1857-ben a tudományos élettől is véglegesen visszavonult. Munkásságát elismerve két hónappal halála előtt megkapta a Francia Köztársaság Becsületrendjének parancsnoki fokozatát. 1860. augusztus 14-én hunyt el Párizsban.

## Munkássága
1806-ban tette közzé nevezetes munkáját a Zoologie analytique-t. Ebben az egész állatvilág nemzetségeinek kapcsolatrendszerét mutatta be, de nem tárgyalta külön a fajokat. 1832-től asszisztensével Gabriel Bibronnal közösen  már egy bővebb a fajokat is érintő az előző tanulmányát kiegészítő átfogóbb feldolgozásba fogtak. A munkát segítette Nicolaus Michael Oppel, aki a rendszertan felülvizsgálatát végezte. Bibron halála után fia Auguste Duméril vette át a helyét, de mégis a halála mintegy tíz évvel késleltette a publikációt.
Egyedül tette közzé a kilenc kötetben megjelenő  Erpétologie générale-t (1835-50), melyet a csúszómászókról írt Bibron segítségével és tartalmazza az addig ismert összes fajok rendszertani ismertetését. 1851-ben apa és fia publikálta a Catalogue méthodique de la collection des reptiles címen a hüllőkről szóló gyűjtésüket, melyet javarészt Auguste készített. Egy másik jelentős két kötetben megjelenő művében a rovarokkal foglalkozott, melynek címe: Entomologie analytique (1860).

## Emlékezete
1865-ben Párizs fő botanikus kertje a Jardin des Plantes közelében található rue du Marche aux Chevaux utcát tiszteletére rue Duméril-re nevezték át. A természettudósok is adóztak emléke előtt, hiszen több fajt róla neveztek el, így például nevét viseli a Duméril-boa és a Duméril-varánusz.

## Művei
- Traité élémentaire d'Histoire naturelle (1804)
- Zoologie analytique (1806)
- Traité élémentaire d'histoire naturelle (1830)
- Erpétologie générale című nagy műve a csúszómászókról, mely kilenc kötetben jelent meg (1835-50) társszerző Gabriel Bibron
- Catalogue méthodique de la collection des reptiles (1851), társszerző Auguste Duméril
- Ichthyologie analytique (1856)
- Entomologie analytique (1860, 2 kötetben)

## Fordítás
- Ez a szócikk részben vagy egészben  az   André Marie Constant Duméril című angol Wikipédia-szócikk ezen változatának fordításán alapul.  Az eredeti cikk szerkesztőit annak laptörténete sorolja fel. Ez a jelzés csupán a megfogalmazás eredetét és a szerzői jogokat jelzi, nem szolgál a cikkben szereplő információk forrásmegjelöléseként.
- Ez a szócikk részben vagy egészben  az   André Marie Constant Duméril című francia Wikipédia-szócikk ezen változatának fordításán alapul.  Az eredeti cikk szerkesztőit annak laptörténete sorolja fel. Ez a jelzés csupán a megfogalmazás eredetét és a szerzői jogokat jelzi, nem szolgál a cikkben szereplő információk forrásmegjelöléseként.